# Каррейра (Віла-Нова-де-Фамілікан)
Каррейра (порт. Carreira; МФА: [ka.ˈʁɐj.ɾɐ]) — парафія в Португалії, у муніципалітеті Віла-Нова-де-Фамалікан. Розташована в північно-західній частині країни, на теренах історичної португальської провінції Дору-Міню. Входить до складу округу Брага. За адміністративним поділом, чинним до 1976 року, терени парафії були складовою провінції Міню. Належить до Бразької архідіоцезії Католицької церкви. Патрон — святий Яків. Площа — 2,2117 км². Населення — 1651 ос. (2011). Середньо урбанізований регіон. Густота населення — 746,48 осіб/км²
. Код — 031209.

## Населення
| Кількість мешканців | Кількість мешканців | Кількість мешканців | Кількість мешканців | Кількість мешканців | Кількість мешканців | Кількість мешканців | Кількість мешканців | Кількість мешканців | Кількість мешканців | Кількість мешканців | Кількість мешканців | Кількість мешканців | Кількість мешканців | Кількість мешканців |
| ------------------- | ------------------- | ------------------- | ------------------- | ------------------- | ------------------- | ------------------- | ------------------- | ------------------- | ------------------- | ------------------- | ------------------- | ------------------- | ------------------- | ------------------- |
| 1864                | 1878                | 1890                | 1900                | 1911                | 1920                | 1930                | 1940                | 1950                | 1960                | 1970                | 1981                | 1991                | 2001                | 2011                |
| 399                 | 414                 | 452                 | 508                 | 854                 | 852                 | 1 027               | 989                 | 1 230               | 1 541               | 1 837               | 1 812               | 1 629               | 1 907               | 1 662               |